# Kabinett Hans Brunhart II
Das Kabinett Hans Brunhart II war von 7. April 1982 bis zum 30. April 1986 die 14. amtierende Regierung des Fürstentums Liechtenstein unter Vorsitz von Hans Brunhart (VU) in seiner zweiten Amtszeit als Regierungschef.
Nach der Landtagswahl am 7. Februar 1982 bildeten die Vaterländische Union (VU) und die Fortschrittliche Bürgerpartei (FBP) eine Koalitionsregierung, die im Landtag des Fürstentums Liechtenstein zusammen alle 15 Sitze einnahm.
Während der Amtszeit des Kabinetts wurde 1984 die Einführung des Frauenstimm- und -wahlrechts auf Landesebene beschlossen. 
Für nach dem 18. März 1965 gebildete Regierungen gilt gemäss Artikel 79 der Verfassung des Fürstentums Liechtenstein, dass sie stets fünfköpfige Kollegialregierungen sind, bestehend aus einem Regierungschef als primus inter pares und vier Regierungsräten, von denen einer zum Regierungschef-Stellvertreter bestimmt wird. Aus jedem der beiden Landschaften Oberland und Unterland müssen wenigstens zwei Regierungsmitglieder kommen. Ernannt und entlassen werden sie vom Landesfürsten, die reguläre Amtsperiode beträgt vier Jahre.

## Kabinettsmitglieder
|                               | Bild                                        | Name            | Amtszeit                       | Landschaft | Ressort                                                                         |
| Regierungschef                |                                             |                 |                                |            |                                                                                 |
|                               | Regierungschef Hans Brunhart                | Hans Brunhart   | 7. April 1982 – 30. April 1986 | Oberland   | - Präsidium - Äusseres - Inneres - Kultur - Bildungswesen - Finanzen - Bauwesen |
| Regierungschef-Stellvertreter |                                             |                 |                                |            |                                                                                 |
|                               | Regierungschef-Stellvertreter Hilmar Ospelt | Hilmar Ospelt   | 7. April – 30. April 1986      | Oberland   | - Jugend und Sport - Wirtschaft - Verkehr - Justiz                              |
| Regierungsräte                |                                             |                 |                                |            |                                                                                 |
|                               | Regierungsrat Egmond Frommelt               | Egmond Frommelt | 7. April 1982 – 30. April 1986 | Oberland   | - Sozialwesen                                                                   |
|                               | Regierungsrat Walter Oehry                  | Walter Oehry    | 7. April 1982 – 30. April 1986 | Unterland  | - Land- und Forstwirtschaft                                                     |
|                               | Regierungsrat Anton Gerner                  | Anton Gerner    | 7. April 1982 – 30. April 1986 | Unterland  | - Gesundheitswesen                                                              |